# 노스롭 YF-17 코브라
노스롭 YF-17 코브라(Northrop YF-17 Cobra)는 미 공군을 위해 설계된 프로토타입 전투기로 LWF사업에서 YF-16과 경쟁하다  밀려난 기종이다. 후에 미 해군에서 쌍발엔진으로 해상에서의 안정성이 뛰어난 YF-17 코브라에 관심을 보였고 노스롭사는 함재기 개발에 경험이 없어서 맥도널 더글라스사와 공동으로 개발한 후에 YF-17의 해상용 모델인 Model.267을 F/A-18 호넷이라는 이름으로 채택하였다. YF-17 코브라의 '코브라'라는 명칭은 스트레이크 형상이 마치 코브라를 연상케 하여 붙여진 이름이다. F/A-18 호넷은 모든 임무를 수행할 수 있는 만능 전투기로 평가받고 있으며 걸프전 때에는 24시간 내내 작전에 임했고 매일 기록을 갱신하였다.

## 제원 (YF-17A)

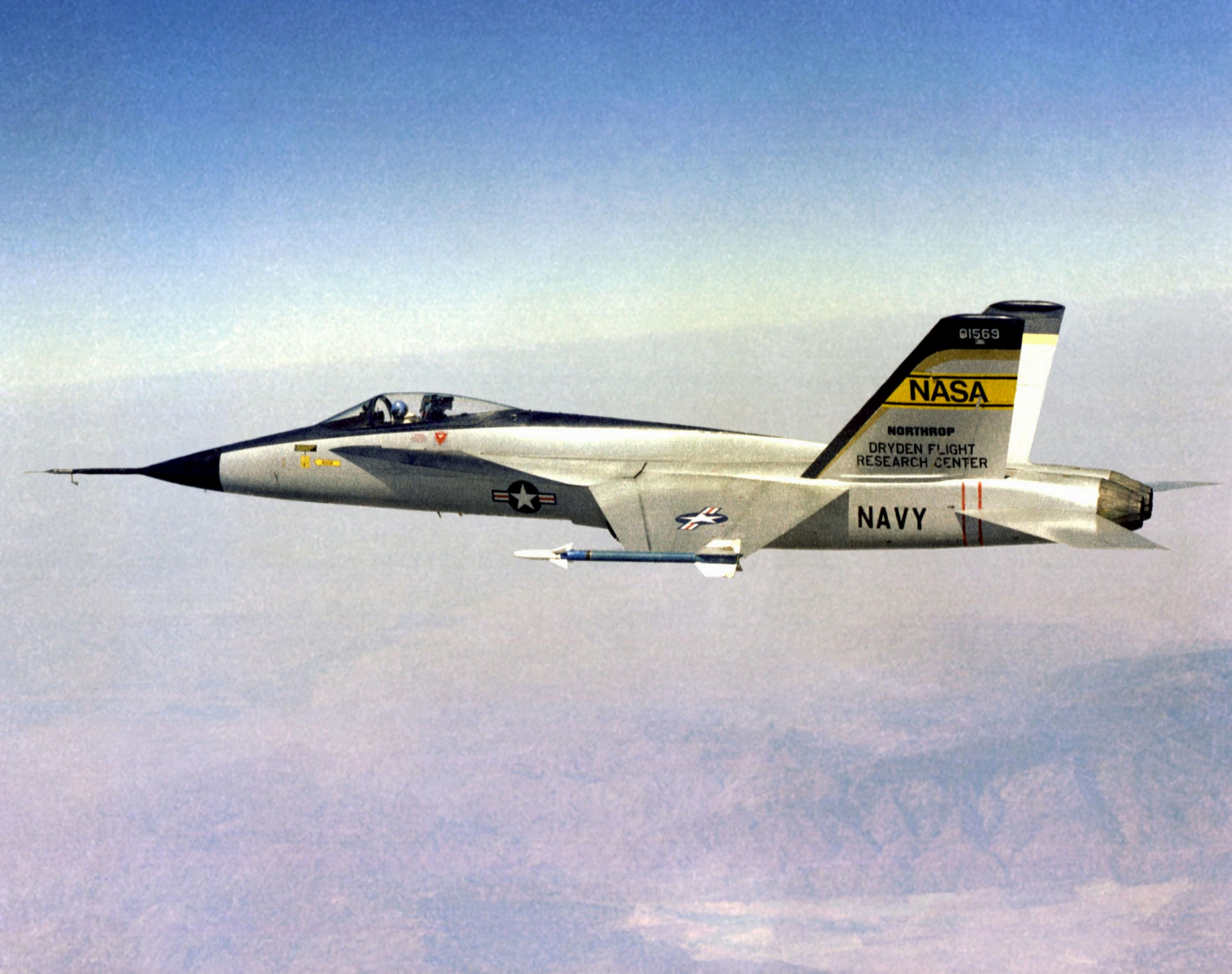
YF-17 코브라

일반 특성
- 승무원: 1명
- 길이: 56 ft 0 in (17.0 m)
- 날개폭: 35 ft 0 in (10.5 m)
- 높이: 16 ft 6 in (5.0 m)
- 날개면적: 350 ft² (32 m²)
- 공허중량: 17,180 lb (7,800 kg)
- 탑재중량: 23,000 lb (10,430 kg)
- 최대이륙중량: 34,280 lb (15,580 kg)
- 엔진: 2× 제너럴 일렉트릭 YJ101-100 재연소 터보팬, 14,400 lbf (67 kN) 각각

성능
- 최대속도: 마하 1.95
- 항속거리: 2,990 mi (4,810 km)
- 상승한도: 50,000 ft (15,000 m)
- 상승률: 50,000 ft/min (250 m/s)
- 날개하중: 66 lb/ft² (320 kg/m²)
- 추력대중량비: 1.25

무장
- 기관포: 1× 20 mm (0.79 in) M61 벌컨 개틀링 건
- 미사일: 2× AIM-9 사이드와인더

## 같이 보기
- 노스롭 F-5 프리덤 파이터
- F/A-18 호넷
- F/A-18E/F 슈퍼 호넷
- F-16 파이팅 팰컨

## 참고 문헌
- Miller, Jay. McDonnell Douglas F/A-18 Hornet (Aerofax Mingraph 25). Arlington, Texas: Aerofax, Inc., 1986. ISBN 0-942546-39-6 {{isbn}}의 변수 오류: 유효하지 않은 ISBN..